# Manuel Sánchez Badajoz
Manuel Sánchez-Badajoz (Alcántara (Càceres), 1892 - Còrdova, 8 d'agost de 1936) va ser un polític socialista espanyol.

## Biografia
Nascut en el si d'una família de classe mitjana, es va traslladar a localitat de Brozas (Càceres) on va ser intermediari en compravendes de finques, així com creador de la primera companyia de taxis de la localitat. Allí va estudiar les oposicions a funcionari del cos de Correus. Va casar amb Carmen Santacruz.
D'ideologia socialista, es va afiliar al Partit Socialista Obrer Espanyol i a la Federación Nacional de Trabajadores de la Tierra de la UGT. Va ser designat alcalde amb l'arribada de la Segona República, per ser destituït després en 1933, després del canvi de govern. A Brozas va fundar l'Agrupació Socialista de Brozas.
És destinat a Còrdova com a membre de Correus, sumant-se aviat a l'agrupació socialista local, on aviat va impressionar pels seus dots, que el van dur a participar en les llistes del Front Popular a les eleccions municipals de 1936. Donada la seva condició d'home proper a les tesis més esquerranes del PSOE representades per Largo Caballero, la proposta per ocupar l'alcaldia de la ciutat no va quallar fins a març en què, finalment, es va arribar a un acord entre els representants municipals i el Governador Civil (pertanyent a Unió Republicana). Va ser investit el dia 23 de març.
Conegut l'intent de cop d'estat que va donar lloc a la Guerra Civil, el mateix dia 17 de juliol va tractar d'organitzar la resistència des del mateix Govern Civil amb el governador civil José Guerra Lozano i els diputats socialistes Vicente Martín Romera i Manuel Castro Molina, havent de refugiar-se més tard a l'edifici municipal. Amb prou feines unes hores després va haver d'abandonar l'Ajuntament disfressat.
Va morir afusellat el dia 8 d'agost de 1936 després de ser capturat per la Guàrdia Civil a casa de José Diaz, bomber i dirigent socialista, el 5 d'agost, al costat dels regidors Pedro León Fernández, Pedro Ruiz Santaella o Francisco Copado Moyano, i el diputat Vicente Martín Romera.